# Університет штату Айова
Університет штату Айова (англ. Iowa State University), повна назва — Університет науки і технології штату Айова (англ. Iowa State University of Science and Technology) — громадський університет США, розташований в Еймсі, штат Айова.
Заснований в 1858 році. До 1959 року називався — Коледж сільського господарства та механіки мистецтв штату Айова (англ. Iowa State College of Agriculture and Mechanic Arts).
З 1958 року університет є членом Асоціації американських університетів.
До складу університету входять 8 коледжів:
- сільського господарства та наук про життя
- бізнесу
- дизайну
- інженерних наук
- випускників
- наук про людину
- вільних мистецтв і наук
- ветеринарної медицини

## Відомі люди

### Випускники
- Клейтон Конрад Андерсон — магістр аерокосмічної інженерії (1983), астронавт США
- Генрі Воллес — бакалавр з тваринництва, 33-й віце-президент США
- Джоні Ернст — бакалавр з психології, сенатор від штату Айова
- Джордж Вашингтон Карвер — перший чорний випускник, магістр ботаніки (1896), ботанік та дослідник сільськогосподарських рослин
- Том Харкін — бакалавр з економіки та державного управління (1962), сенатор від штату Айова

### Науковці
- Джон Балінський — завідувач кафедри зоології у 1976—1983
- Данієль Шехтман — професор кафедри матеріалознавства з 2004 року, нобелівський лауреат з хімії (2011)